# Koszysta

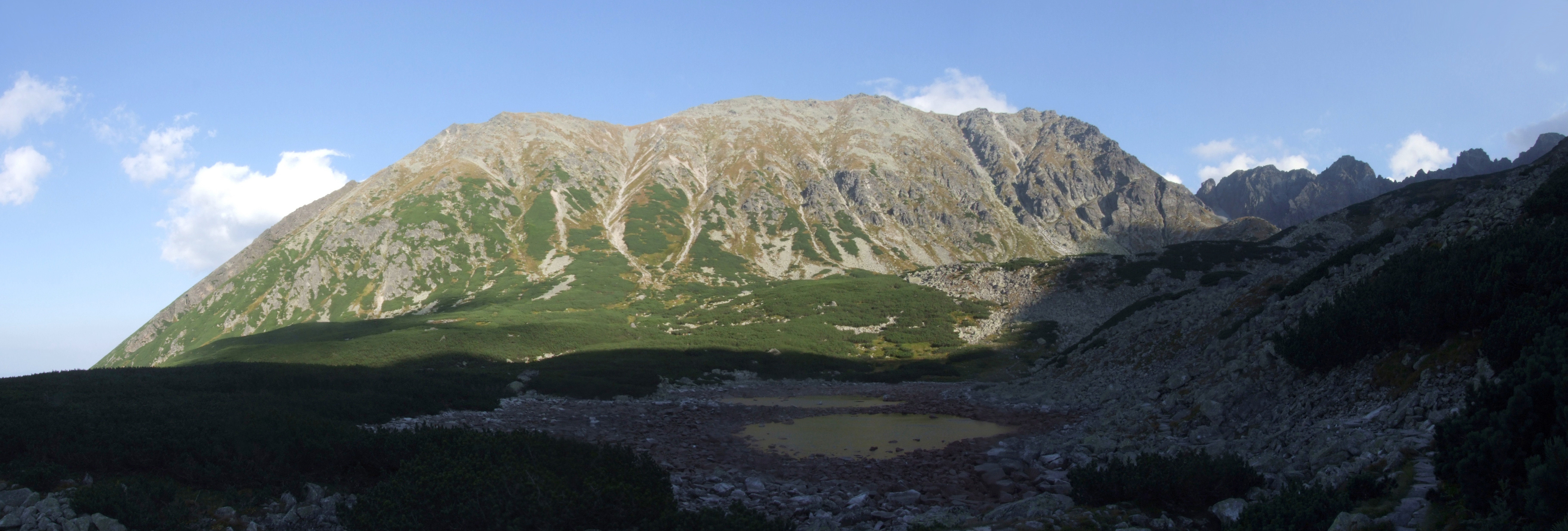
Panorama Koszystej i doliny Pańszczycy

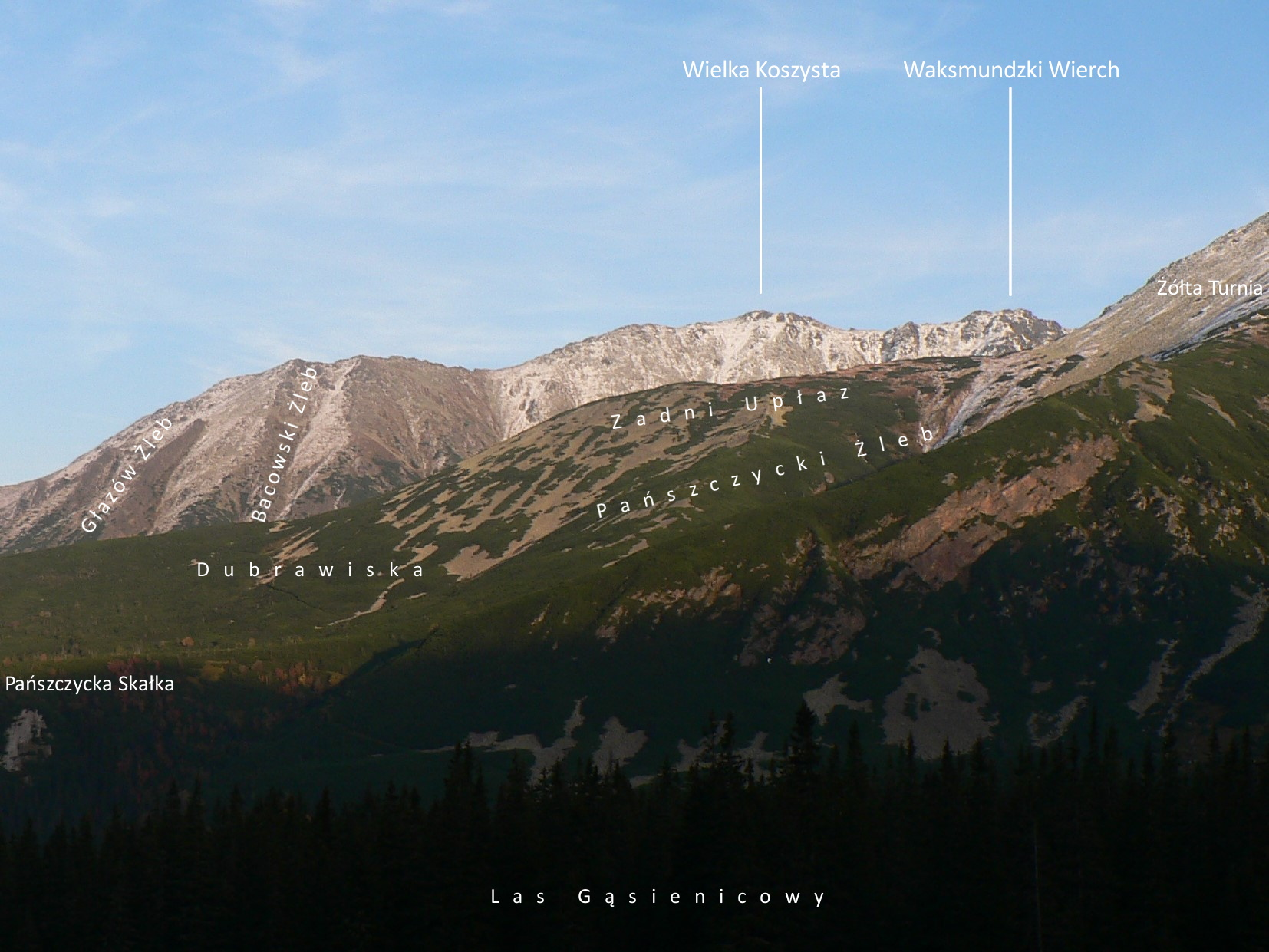
Opisana panorama Koszystej z Hali Gąsienicowej

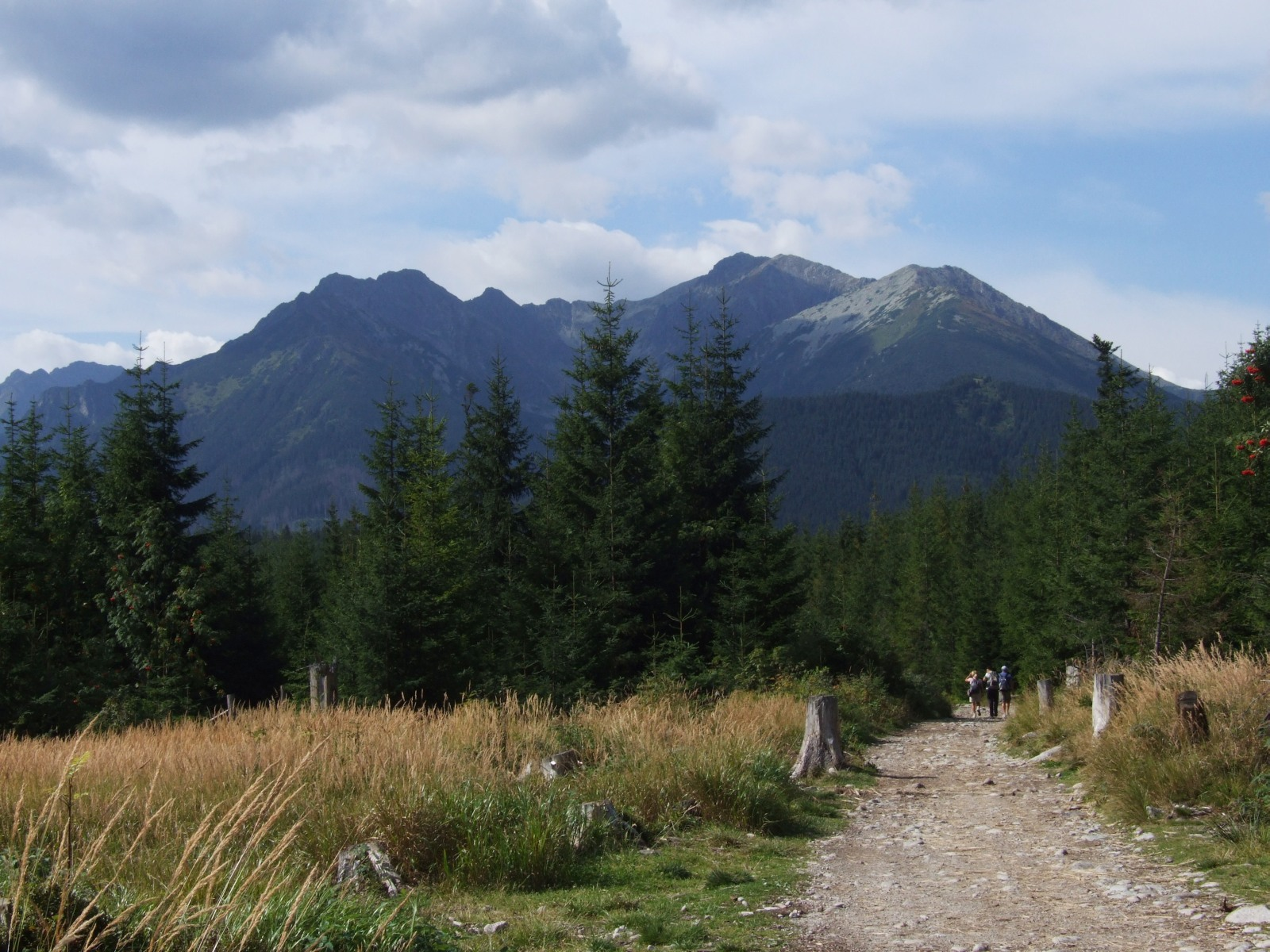
Dolina Waksmundzka oraz masywy Wołoszyna i Koszystej

Koszysta (słow. Košista) – grzbiet w Tatrach Wysokich o długości ok. 3 km, odchodzący od długiej wschodniej grani Świnicy z Buczynowymi Turniami i Wołoszynem w rejonie przełęczy Krzyżne w kierunku północnym (z lekkim odchyleniem na wschód). Od północnej strony opada do Waksmundzkiej Przełęczy (1418 m) oddzielającej go od Suchego Wierchu Waksmundzkiego. Koszysta oddziela Dolinę Waksmundzką od doliny Pańszczycy. Jest to najbardziej na północ wysunięty masyw dwutysięczników tatrzańskich, zarazem miejsce, w którym na północ wysuwa się krystaliczny trzon Tatr, zbudowany z granitów. Jedynie północne i północno-zachodnie zbocza zbudowane są ze skał osadowych.
Grań odgałęzia się nieco powyżej Krzyżnego, zwornikiem nie jest sama przełęcz, lecz trawiasta równinka położona tuż ponad nią, w stronę Wołoszyna. W grani Koszystej w kolejności od południa na północ występują:
- Waksmundzki Wierch, 2186 m,
- Wielka Koszysta, 2193 m,
- Mała Koszysta, 2014 m,
- Waksmundzka Przełęcz, 1418 m[1].

W skalistej, wschodniej grzędzie Wielkiej Koszystej wznosi się turnia zwana Waksmundzką Strażnicą, natomiast w południowo-wschodniej grzędzie Małej Koszystej – Czarne Turnie. U podnóża Waksmundzkiego Wierchu w dolinie Pańszczycy znajduje się kopulasta kulminacja Wielkiej Kopki (1856 m). W dole grzbietu ponad Waksmundzką Przełęczą po stronie wschodniej położone są skaliste Waksmundzkie Ścianki.
Grzbiet schodzi do Równi Waksmundzkiej, a dalej łączy się z grupą Gęsiej Szyi. Zbocza poprzecinane są licznymi żlebami i porośnięte lasami. Od strony Doliny Waksmundzkiej na wysokości Małej Koszystej w zbocza wchodzi dolinka – Świstówka Waksmundzka, nazywana też Zbójnicką. W latach 1914–1918 stała się kryjówką dla dezerterów. W zboczu Małej Koszystej opadającej do Doliny Pańszczycy znajdują się trzy niewielkie jaskinie: Koszowa Dziura, Wyżnia Koszowa Dziura i Jaskinia Koszowa.
Pierwsze odnotowane wejście: Ludwik Zejszner 3 sierpnia 1838 r. z grupą osób towarzyszących, podczas pomiarów wysokości za pomocą barometru, zimą: Henryk Bednarski, Józef Lesiecki, Mariusz Zaruski, Stanisław Zdyb 4 marca 1910 r. Najczęściej odwiedzana była Wielka Koszysta, rzadziej zwiedzano całą grań do Waksmundzkiej Przełęczy.
Na Koszystej zachowały się fragmenty pierwostanów lasów świerkowych i limbowych, jest też matecznikiem wielkich ssaków. Występują tu lasy górnoreglowe, dobrze wykształcona górna granica lasu, zarośla kosodrzewiny piętra subalpejskiego oraz hale piętra alpejskiego. Dawniej Koszysta była wypasana, wchodziła w skład Hali Waksmundzkiej. Przez turystów odwiedzana była rzadko. Stała się jednym z pierwszych rejonów Tatr, w których zniesiono pasterstwo. W 1932 r. cały masyw Koszystej wykupiony został bowiem od Uznańskich przez Skarb Państwa, a w 1936 r. w wyniku starań PTT objęty został ścisłą ochroną. Do tej pory pozostaje obszarem ochrony ścisłej i nie prowadzą przez niego żadne szlaki turystyczne
Grzbiet jest dobrze widoczny od północy, zwłaszcza z okolic Bukowiny Tatrzańskiej i Głodówki. Nazwa grzbietu (dawniej także Kosista) ma nieznane pochodzenie. Być może pochodzi od koszonych okolicznych terenów.